# أدريان غاريت
أدريان غاريت (بالإنجليزية: Adrian Garrett)‏ هو لاعب كرة قاعدة أمريكي، ولد في 3 يناير 1943 في بروكسفيل في الولايات المتحدة.

## وصلات خارجية
- أدريان غاريت على موقع دوري كرة القاعدة الرئيسي (الإنجليزية)
- أدريان غاريت على موقع الدوري الياباني لكرة القاعدة (الإنجليزية)
- أدريان غاريت على موقعبيزبول رفرنس.كوم (الدوري الرئيسي) (الإنجليزية)
- أدريان غاريت على موقعبيزبول رفرنس.كوم (الدوري الثانوي) (الإنجليزية)
- أدريان غاريت على موقع جمعية أبحاث البيسبول الأمريكية (الإنجليزية)
- أدريان غاريت على موقع إي إس بي إن.كوم (أم.أل.بي) (الإنجليزية)
- أدريان غاريت على موقع مشجعي الرسوم البيانية (الإنجليزية)